# St. Veit (Ochsenhausen)
St. Veit ist eine 1679 erbaute katholische Friedhofskapelle in Ochsenhausen im Landkreis Biberach in Oberschwaben.

## Beschreibung

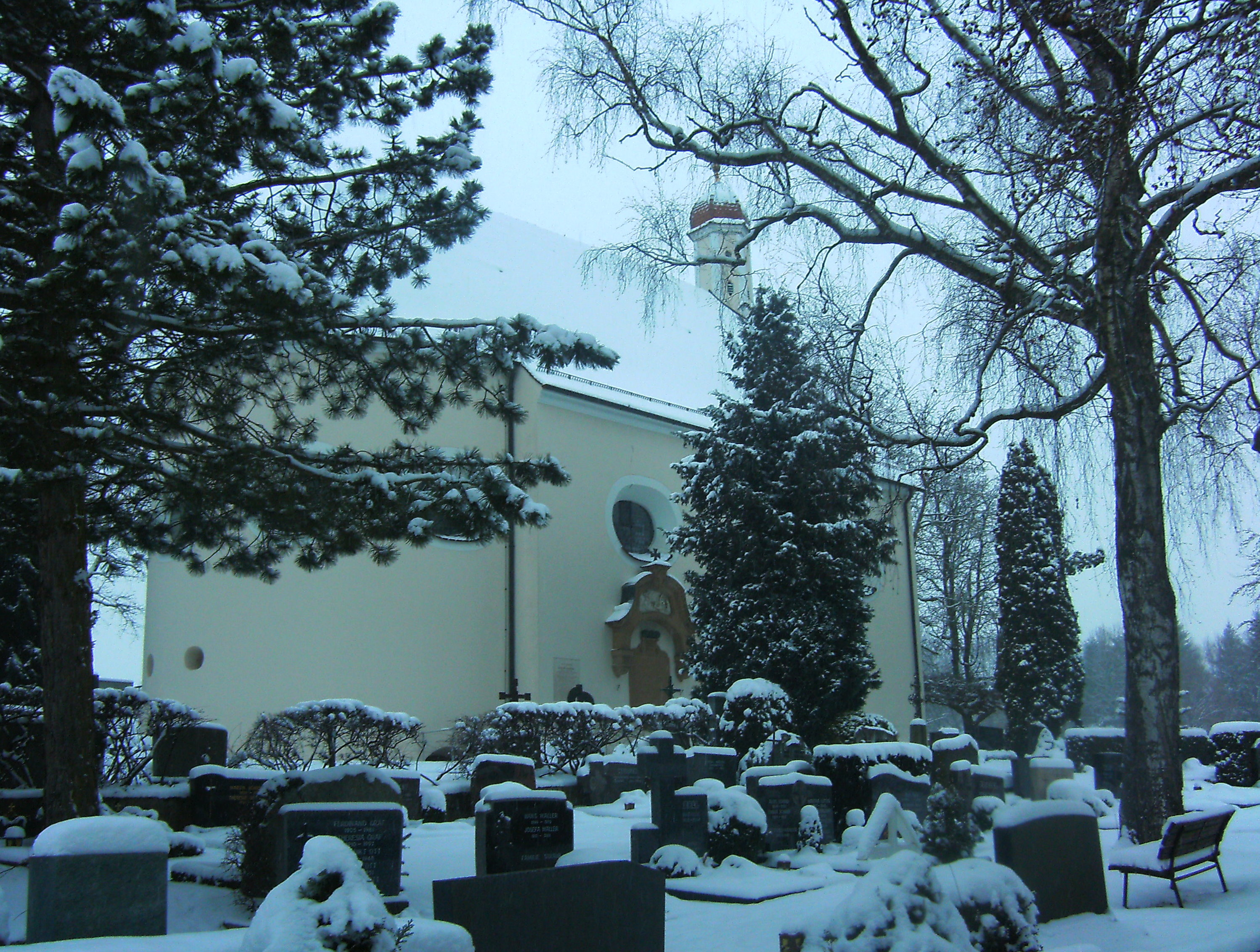
St. Veit Ochsenhausen

Die Kapelle befindet sich unterhalb des Fruchtkastens der ehemaligen Benediktinerreichsabtei Ochsenhausen in südöstlicher Richtung, an der Fürstenallee genannten Landstraße 285 nach Steinhausen an der Rottum. Sie ist Bestandteil des Friedhofs der Stadt Ochsenhausen und befindet sich dort im nordwestlichen Bereich. Auch wird sie Gottesackerkapelle St. Veit genannt.
Der achteckige Bau von bescheidener räumlicher Größe besitzt eine kleine Vorhalle mit halbrundem Chor. Die Deckenbilder aus dem Jahre 1952 stammen von J. Braun. Das Altarbild hat die Marter des aus Sizilien stammenden Heiligen Veit zum Thema.
An der westlichen Außenwand der Kapelle befinden sich mehrere Tafeln, die an die gefallenen Söhne der Stadt Ochsenhausen und die Opfer von Gewaltverbrechen erinnern.